# Bryaninops natans
Bryaninops natans  es una especie de peces de la familia de los Gobiidae en el orden de los Perciformes.

## Morfología
Los machos pueden llegar a alcanzar los 2,5 cm de longitud total.

## Distribución geográfica
Se encuentra desde el Mar Rojo hasta las Islas Cook, las Islas Ryukyu, el norte de la Gran Barrera de Coral, Guam y Kapingamarangi (Micronesia ).

## Observaciones
Es inofensivo para los humanos.